# Slimane Raho
Pour les articles homonymes, voir Raho.
Slimane Raho, né le 20 octobre 1975 à Oran, est un ancien footballeur international algérien. Il jouait au poste de défenseur.
Il compte 48 sélections en équipe nationale entre 1998 et 2010.

## Biographie
Slimane Raho connaît sa première sélection en équipe nationale A d'Algérie le 14 août 1998 face à la Libye. Il est sélectionné lors des CAN 2002 et 2004. Ce latéral droit réputé pour sa rapidité, qui a fait toutes ses classes dans les clubs de la ville d'Oran (ASPTT Oran, USM Oran, AST Oran, ASM Oran, et MC Oran, signe à la Jeunesse sportive de Kabylie en juin 1998, avec laquelle il remporte de nombreux titres et depuis 2006 il joue à l'ES Sétif avec laquelle il remporte un championnat d'Algérie en 2007 et deux (2) coupes de la ligue des champions arabes en 2007 et en 2008.
En janvier 2012, il s'engage avec le club de Noisy-le-Sec (CFA 2) où il s'intègre parfaitement dans l'effectif en dépit de son immense carrière passée .
l’ancien international algérien et ex joueur de la JSK et l’ESS et après 5 ans d’études passées à l’institut de la FFF à réussi à obtenir son diplôme d’entraîneur UEFA A en guise de récompense pour tous ses sacrifices et le dur travail qui l’a accompli durant toute cette période.
Il devient entraineur-adjoint aux côtés de Franck Dumas avec qui il est vice-champion d'Algérie en 2019 avec la JS Kabylie, puis champion en 2020 avec le CR Belouizdad  2021avec la TP Mazembe,.

## Palmarès

### Joueurs
Avec le MC Oran 
- Vice-Champion d'Algérie en 1996 et 1997
- Vainqueur de la Coupe d'Algérie en 1996
- Finaliste de la Coupe d'Algérie en 1998
- Vainqueur de la Coupe arabe des vainqueurs de coupe en 1997 et 1998
- Vainqueur de la Supercoupe arabe en 1999

Avec la Jeunesse sportive de Kabylie 
- Champion d'Algérie en 2004 et 2006
- Vice-Champion d'Algérie en 2002 et 2005
- Finaliste de la Coupe d'Algérie en 2004
- Finaliste de la Supercoupe d'Algérie en 2006
- Vainqueur de la Coupe de la CAF en 2000, 2001 et 2002

Avec l’ES Sétif  
- Champion d'Algérie en 2007 et 2009
- Vainqueur de la Coupe d'Algérie en 2010
- Finaliste de la Supercoupe d'Algérie en 2007
- Finaliste de la Coupe de la CAF en 2009
- Vainqueur de la Coupe nord-africaine des clubs champions en 2009
- Vainqueurs de la Ligue des champions arabes en 2007 et 2008

### En Équipe d'Algérie
- Quatrième de la Coupe d'Afrique des nations 2010

### Entraineur
Avec la CR Belouizdad  (assistant)
- Champion d'Algérie en  2020
- Vainqueur de la Supercoupe d'Algérie en  2019
- Vice-champion d'Algérie en 2019